# Kunstcollectie Schiphol
De luchthaven Schiphol bevat en bezit vele kunstwerken, die tentoon worden gesteld in gebouwen en daaromheen op het luchthavenareaal.
Het eerste kunstobject, het Mercurius-monument van Johan Polet, werd in 1930 op het op het toenmalige vliegveld (tegenwoordig Schiphol-Oost) geplaatst, in 1936 gevolgd door de Luchtwegwijzer van Albert Boeken en in 1953 een borstbeeld van Albert Plesman.
Na de aanleg van het "nieuwe" Schiphol (tegenwoordig Schiphol-Centrum) werden er, vooral sinds 1974, vele nieuwe kunstwerken geplaatst. 

## Lijst van kunstwerken
| Jaar | Omschrijving                         | Kunstenaar              | Locatie | Materiaal         | Opmerkingen                                                                                  | Afbeelding |
| ---- | ------------------------------------ | ----------------------- | --- | ----------------- | -------------------------------------------------------------------------------------------- | ---------- |
| 1930 | Mercurius-monument                   | Johan Polet             | oorspronkelijk op het oude Schiphol (tegenwoordigː Schiphol-Oost), later verplaatst naar Schiphol-C, tegenwoordig bij de ingang van het Sheraton Hotel | brons             |                                                                                              |            |
| 1936 | Luchtwegwijzer                       | Albert Boeken           | oorspronkelijk op Schiphol-Oost |                   | later verplaatst en vervangen door vergelijkbaar object op de wandelpromenade op Schiphol-C. |            |
| 1953 | Buste van Albert Plesman             | Servaas Maas            | oorspronkelijke op Schiphol-Oost ; nu in Vertrekhal 2                                                                                                  | brons             |                                                                                              |            |
| 1967 | De Zonneruiter                       | Arthur Spronken         | | brons             |                                                                                              |            |
| 1967 | Roestwolk                            | André Volten            | Lounge 1 | Staal             |                                                                                              |            |
| 1967 | Salami                               | Carel Visser            | Aankomstpassage | Beton             |                                                                                              |            |
| 1969 | Metamorphose III                     | Maurits Cornelis Escher | Lounge 4 | Muurschildering   |                                                                                              |            |
| 1974 | Knoop                                | Shinkichi Tajiri        | Aankomsthal 1 | Polyester         |                                                                                              |            |
| 1974 | Wolk en Waterval                     | Cornelius Rogge         | Pier F |                   |                                                                                              |            |
| 1974 | Four Lines                           | George Rickey           | Vertrekhal 2 | Aluminium         |                                                                                              |            |
| 1975 | Appel                                | Kees Franse             | Aankomsthal 4 | hout              |                                                                                              |            |
| 1993 | Aankomst 3                           | Stanislaw Lewkowicz     | Aankomsthal 3 |                   |                                                                                              |            |
| 1993 | I meet you (klompen)                 | Mark Brusse             | Aankomsthal 3 |                   |                                                                                              |            |
| 1993 | Nice Trip                            | Hugo Kaagman            | Paspoortcontrole |                   |                                                                                              |            |
| 1993 | Lampen                               | Marien Schouten         | Panoramaterras-west |                   |                                                                                              |            |
| 1993 | HAHA HIHI (kroonluchter)             | John Körmeling          | | staal, neonbuizen |                                                                                              |            |
| 1993 | Vliegende Vis                        | Carel Visser            | Vertrekhal 3 | aluminium         |                                                                                              |            |
| 1993 | 40 Spreeuwen                         | Peter Petersen (1947)   | Panoramaterras-West op liftschacht |                   |                                                                                              |            |
| 1995 | Coda                                 | Dennis Adams            | Schiphol Plaza |                   | Exemplaar op Schiphol Plaza werd verwijderd in 2018                                          |            |
| 1995 | SO GO ON                             | Marc Ruygrok            | D-pier, verdieping 2 |                   |                                                                                              |            |
| 1995 | Truisms                              | Jenny Holzer            | | Lichtkrant        | Moest worden aangepast vanwege teksten over lustmoord                                        |            |
| 1995 | Douche                               | Marijke van Warmerdam   | Perron 4, Station Schiphol Airport | Video             | Verwijderd                                                                                   |            |
| 1996 | Niijima Floats                       | Dale Chihuly            | WTC | Glas              |                                                                                              |            |
| 1995 | Eight Columns in a Row               | Sol LeWitt              | Afrit A4 |                   |                                                                                              |            |
| 1997 | Fibonaccireeks                       | Mario Merz              | Schipholgebouw langs afrit van A4 | neonlampen        |                                                                                              |            |
| 1998 | Nevelfontein                         | West 8                  | Groene Wig | Fontein           |                                                                                              |            |
| 1999 | Schiffe für Schiphol                 | Ludger Gerdes           | | Hout              |                                                                                              |            |
| 1999 | Schiphol Skulls                      | Atelier Van Lieshout    | |                   | Verwijderd                                                                                   |            |
| 2000 | Two incredible sitting black snowmen | Tom Claassen            | Schiphol Plaza | brons             |                                                                                              |            |
| 2001 | De Vier Jaargetijden                 | Rob Birza               | |                   |                                                                                              |            |
| 2006 | Jan Dellaert                         | Jeroen Henneman         | Schiphol Plaza |                   |                                                                                              |            |
| 2007 | Tracing Reality                      | Danielle Kwaaitaal      | Tussen Lounge 1 en pier B | Foto              |                                                                                              |            |
| 2009 | Lampenkappen                         | Hugo Kaagman            | Holland Boulevard |                   |                                                                                              |            |
| 2016 | Wave                                 | Henriette van 't Hoog   | Parkeergarage | Aluminium         |                                                                                              |            |
| 2016 | 10.800 Horizons                      | Samira Boon             | Holland Boulevard | Textiel           |                                                                                              |            |
| 2016 | Beyond                               | Daan Roosegaarde        | Vertrekhal 3 | Foto              |                                                                                              |            |
| 2016 | Pets                                 | Florentijn Hofman       | Vertrekhal 3 | Tapijt            |                                                                                              |            |
| 2016 | Real Time (klok)                     | Maarten Baas            | Lounge 2 | Multimedia        |                                                                                              |            |